# Blazerpadbrug
De Blazerpadbrug (brug 1725) is een bouwkundig kunstwerk in Amsterdam-Noord.
Van 1983-1990 eindigde de IJdoornlaan aan de westkant op de Banne Buikslootlaan (zuid) en Westerlengte (noord); die T-kruising lag op een dijklichaam om aan te sluiten op de Westerlengtebrug. In de jaren tachtig werd binnen de gemeente Amsterdam besloten dat de IJdoornlaan een aansluiting moest krijgen met de nog af te bouwen Ringweg-Noord. Ter plaatse was dat niet mogelijk door de woonwijk Banne Buiksloot. Daarom werd er voor gekozen de IJdoornlaan nog een stukje naar het westen te verlengen en op te hogen en pas voorbij het water de Nieuwe Gouw naar het noorden te laten gaan om een aansluiting te maken bij wat de IJdoornlaanbrug zou worden. Vanwege gescheiden verkeersstromen werd er in het dijklichaam van de kruising een viaduct neergelegd te weten brug 1724 (over voet- en fietspad Banne Buikslootlaan). Niet ver daarvan kwam brug 1725 te liggen over het Blazerpad, eveneens een voet- en fietspad. 
Beide bruggen zijn ontworpen door Dirk Sterenberg, die toen werkte als zelfstandig architect vanuit Hoorn. Hij liet hier zijn signatuur achter in de afgeronde randplaten en dito borstweringen; hij paste dit toe in talloze bruggen. Opdracht kwam van Stadsdeel Amsterdam-Noord.
Brug 1724 hield het niet lang vol. Verdichting van stadsbebouwing legde beslag op het terrein ten zuidwesten van de kruising. De onderdoorgang en daarmee ook dat viaduct verdwenen rond 2011. Brug 1725 kreeg in 2018 haar naam, vernoemd naar het onderliggende pad, op zich weer vernoemd naar een blazer, een vissersvaartuig.

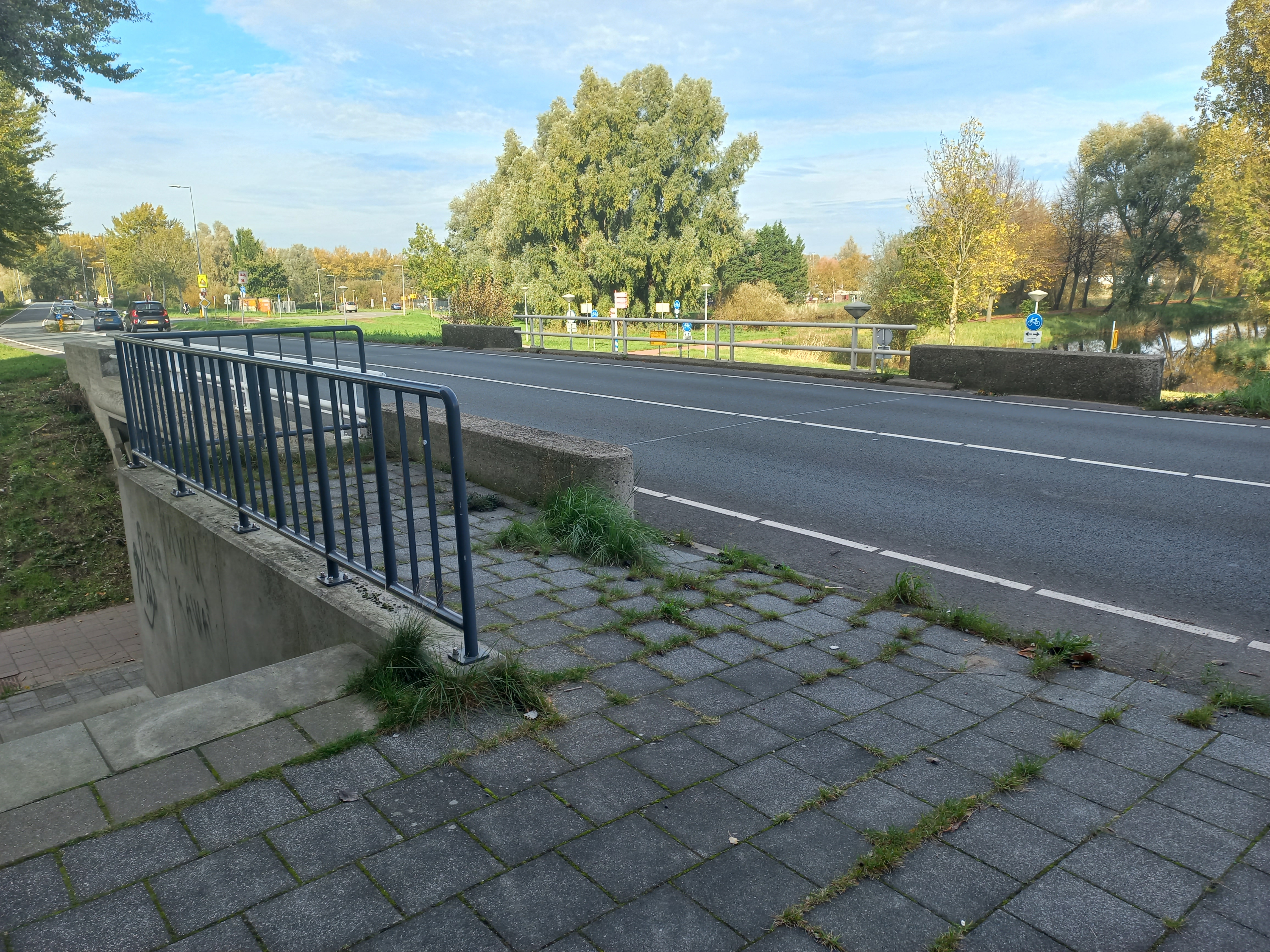
Kijkje over de brug (oktober 2022)

<<< · 1701 · 1702 · 1703 · 1704 · 1705 · 1706 · 1707 · 1708 · 1709 ·  1710 · 1711 · 1714 · 1715 · 1716 · 1717 · 1718 · 1719 · 1720 · 1721 · 1722 · 1723 · 1725 · 1726 · 1727 · 1728 · 1729 · 1730 · 1731 · 1732 · 1733 · 1734 · 1735 · 1736 · 1737 · 1738 · 1739 · 1741 · 1742 · 1743 · 1745 · 1746 · 1747 · 1748 · 1749 · 1750 · 1751 · 1752 · 1753 · 1754 · 1755 · 1756 · 1757 · 1764 · 1765 · 1766 · 1767 · 1768 · 1769 · 1770 · 1771 · 1772 · 1773 · 1774 · 1775 · 1776 · 1777 · 1778 · 1779 ·  1780 · 1781 · 1782 · 1783 · 1784 · 1785 · 1786 · 1787 · 1788 · 1791 · 1792 · 1793 · 1794 · 1795 · 1796 · 1797 · 1798 · 1799 · >>>
Brugnummers brug 1712, 1713, 1724, 1740, 1744, 1758, 1759, 1760, 1761, 1762, 1763, 1789, 1790 zijn niet (meer) vergeven.